# Alte Waldenserkirche (Walldorf)

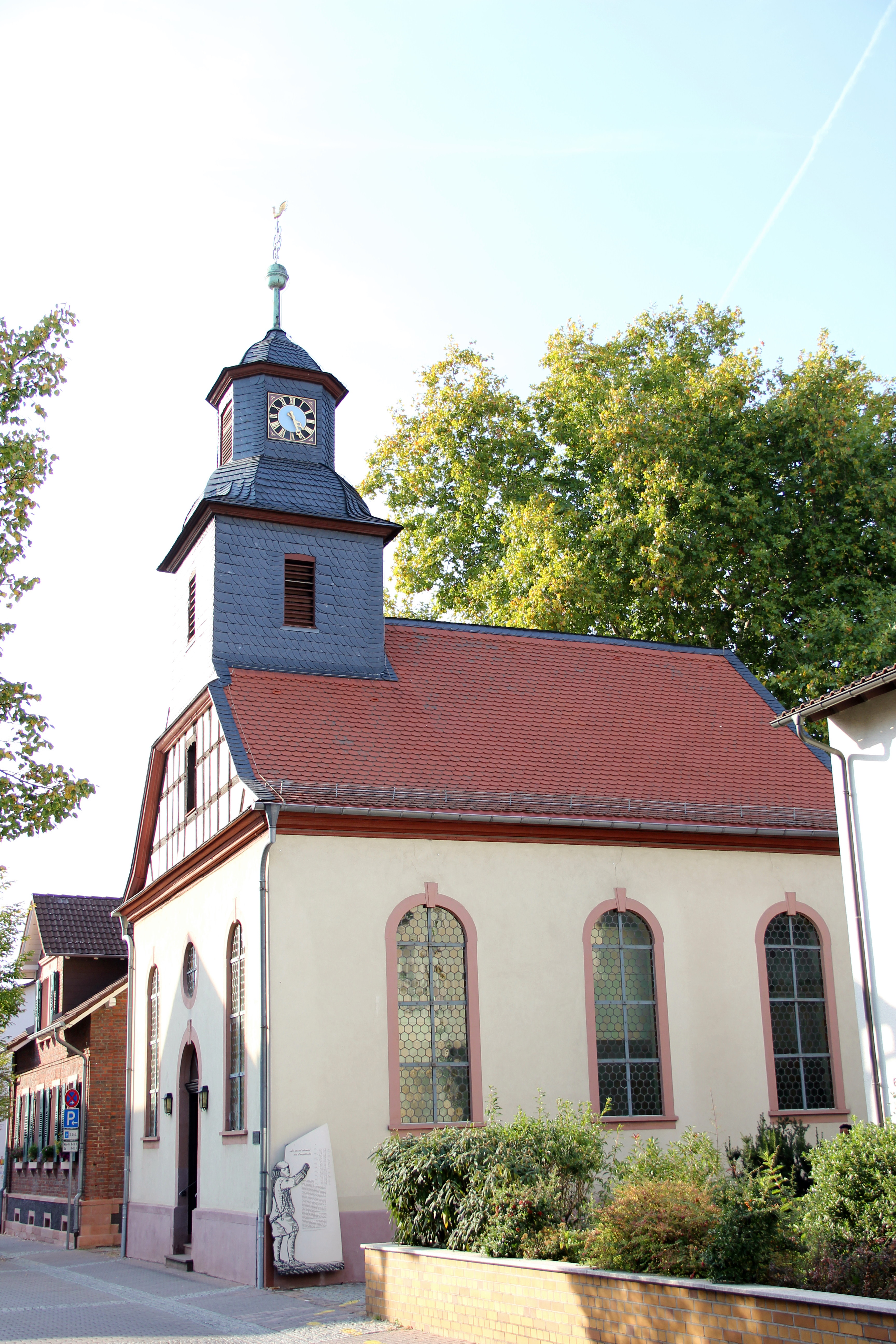
Alte Waldenserkirche (Walldorf)

Die Alte Waldenserkirche ist ein denkmalgeschütztes Kirchengebäude, das in Walldorf steht, einer Teilstadt von Mörfelden-Walldorf im Kreis Groß-Gerau vom Hessen. Die Kirche gehört zur Kirchengemeinde Walldorf im Dekanat Groß-Gerau-Rüsselsheim in der Propstei Starkenburg der Evangelischen Kirche in Hessen und Nassau.

## Beschreibung
Als erstes Haus der neuen Siedlung für die von Landgraf Ernst Ludwig 1699 angesiedelten Exulanten aus Frankreich 1706 eine Fachwerkkirche errichtet. Sie wurde, nachdem sie baufällig war, abgerissen. Die neue giebelständige Saalkirche wurde am 27. Oktober 1805 eingeweiht. Sie hat außen einen dreiseitigen und innen einen runden Schluss im Norden. Aus ihrem Satteldach erhebt sich nach Süden ein schiefergedeckter Dachreiter, der mit einer geschwungenen Haube mit Laterne bedeckt ist, die den Glockenstuhl mit zwei 1822/23 gegossenen Kirchenglocken und die 1826 installierte Turmuhr beherbergt.